# Coro de Bayamón

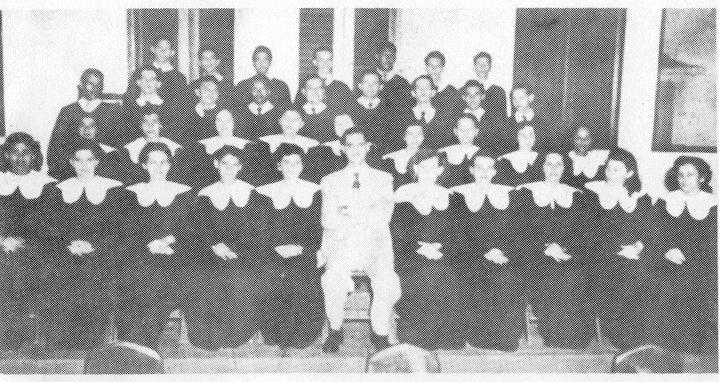
Coro de Bayamón 1950

## Datos históricos
El Coro de Bayamón fue organizado en agosto de 1950 en la Iglesia Luterana Sion de Bayamón, Puerto Rico, por el Dr. Angel M. Mattos, dos semanas después de éste haber llegado a la ciudad para ejercer la profesión médica en el Hospital Municipal. El Coro cesó su existencia en el 1980 con el retiro del Dr. Mattos, aunque continuó su rol como Coro de la Iglesia Luterana Sion de Bayamón por varios años más.
Temprano en su vida el Coro trascendió las paredes del templo, no solamente compartiendo con otras iglesias cristianas, sino con instituciones culturales y cívicas.  Así pues, en el año 1952, el Coro ofreció su primer concierto de música variada en el Teatro Aponte del pueblo de Lares.
Ya el Maestro Pablo Casals soñaba con el establecimiento del Conservatorio de Música de Puerto Rico cuando el Coro tuvo el honor de cantar para él y otros invitados del Gobernador Luis Muñoz Marín.  Don Pablo Casals expresó entonces frases de encomio para el Coro, reafirmando su convencimiento de que en Puerto Rico había grandes potencialidades musicales y hasta podrías montarse obras de la envergadura de “La Pasión Según San Mateo” de Juan Sebastián Bach. Esto sucedió en el 1956, cuando el Coro estaba en su sexto año.

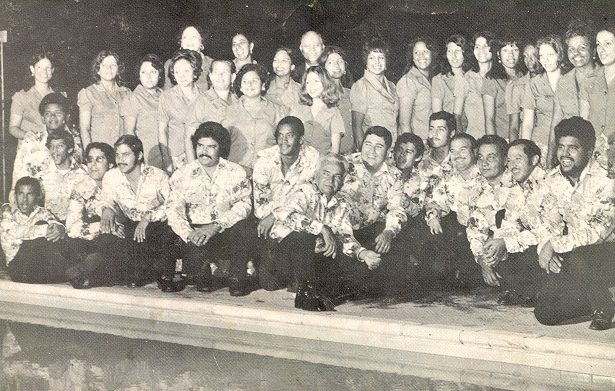
Coro de Bayamón ca.1970

Este Coro cultivó en sus 30 años de vida un vasto y variado repertorio coral.  La variedad de ese repertorio comprende desde las más sencillas y cortas obras religiosas hasta selecciones de los grandes y difíciles oratorios.  Así como de compositores contemporáneos como Rogers, Mitchell y Leigh, además de música operática, y del folklor de diferentes países como España, Francia, Rusia, Brasil, Venezuela, México, y otros.  El repertorio de música puertorriqueña cubierta por el Coro de Bayamón incluye los más destacados compositores del pasado: Juan Morel Campos, José Ignacio Quintón, Braulio Dueño Colón, Manual G. Tavarez, y varios compositores contemporáneos como Rafael Hernández, Noel Estrada, Pedro Flores, y Pablo Fernández Badillo.
Parte de la contribución musical que resultó de la obra del Coro fueron arreglos corales producidos por su director, el Dr. Mattos, y por su codirector y pianista, el Prof. Angel M. Mattos, hijo.  Estos incluyen géneros diversos, como por ejemplo danzas, villancicos, plenas, seises, etc.

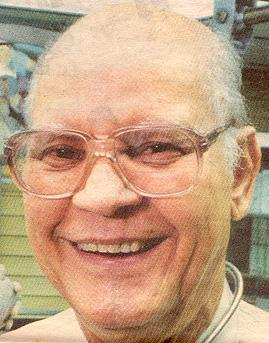
Dr. Angel M. Mattos Nieves

## Presentaciones y giras
Durante sus 30 años de vida el Coro de Bayamón llevó su mensaje a casi todos los pueblos de Puerto Rico como parte del esfuerzo del Instituto de Cultura Puertorriqueña, al cual estuvo adscrito desde el 1957.
En ese año, el Coro de Bayamón realizó una exitosa gira artística de 10 días por la ciudad de New York, ofreciendo conciertos en Brooklyn Academy of Music, Wagner College, Trinity Church, y Roosevelt Auditorium, entre otros.
En el año 1965, la historia colocó al Coro de Bayamón ante una concurrencia de 8,000 personas que le aplaudieron complacidos en el Convention Hall de Miami Beach, Florida.  Esto fue con motivo de una convención de Jóvenes de la Iglesia Luterana de los EEUU.  Es un hecho de gran relevancia que el Coro fuera invitado a este acontecimiento nacional, en el que alternó con el famoso Coro de la Universidad de Wittemberg de Ohio.
En el 1969 el Coro realizó otra torneé, esta vez por tres ciudades de Venezuela: Maracaibo, Barquisimeto, y Caracas.  La prensa venezolana en las tres ciudades destacó las actuaciones del Coro, cuyas presentaciones cumbres en Caracas se realizaron en el magnífico Teatro Municipal de esa ciudad capital, en la Catedral San Francisco, y en los estudios de televisión venezolanos.

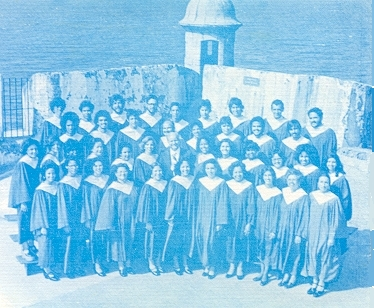
Coro de Bayamón 1977

 El segundo viaje a New York se produjo en el año 1972, cuando la administración municipal de Bayamón quiso ofrecer un concierto de música coral por el Coro de Bayamón a la comunidad puertorriqueña de esa ciudad.  Esta presentación, con motivo del Bicentenario de Bayamón, tuvo lugar en el Hotel Waldorf Astoria, durante el Banquete del Desfile Puertorriqueño.
En el 1973 el Coro visitó a las Islas Vírgenes, presentándose en el Auditorio Island Center de Santa Cruz.
La última gira del Coro de Bayamón se realizó en el 1975.  Como parte de la celebración de su Aniversario de Plata, el Coro visitó las ciudades de Barranquilla, Cartagena, Medellín, y Bogotá, en la República de Colombia.
- Datos: Q5788705